# Suillia asiatica
Suillia asiatica är en tvåvingeart som beskrevs av Gorodkov 1962. Suillia asiatica ingår i släktet Suillia och familjen myllflugor. Inga underarter finns listade i Catalogue of Life.